# لوفالوا-بيري
لوفالوا-بيري (بالفرنسية: Levallois-Perret) هي بلدية فرنسية  تابعة لإقليم أو-دو-سين في إيل دو فرانس وتقع في شمال فرنسا وهي اليوم ضاحية لباريس ويسكنها حوالي 64000 نسمة حسب إحصائيات سنة 2009.

## توأمة
للوفالوا-بيري اتفاقيات توأمة مع:
- ونجو (1 سبتمبر 2007 - )

## أعلام
- لويد هيلدبراند
- نيكولاس بريال
- فيوليت زابو
- شارل-فرانسوا بريسو دو ميربل
- رينيه بوتيه
- برنارد ديشان
- ألين ميلنر
- جويس جوناثان
- باسكال لامي
- مارسيل شنايدر

## روابط
- الموقع الرسمي لعمادة المدينة